# Kasteel Puyenbrug

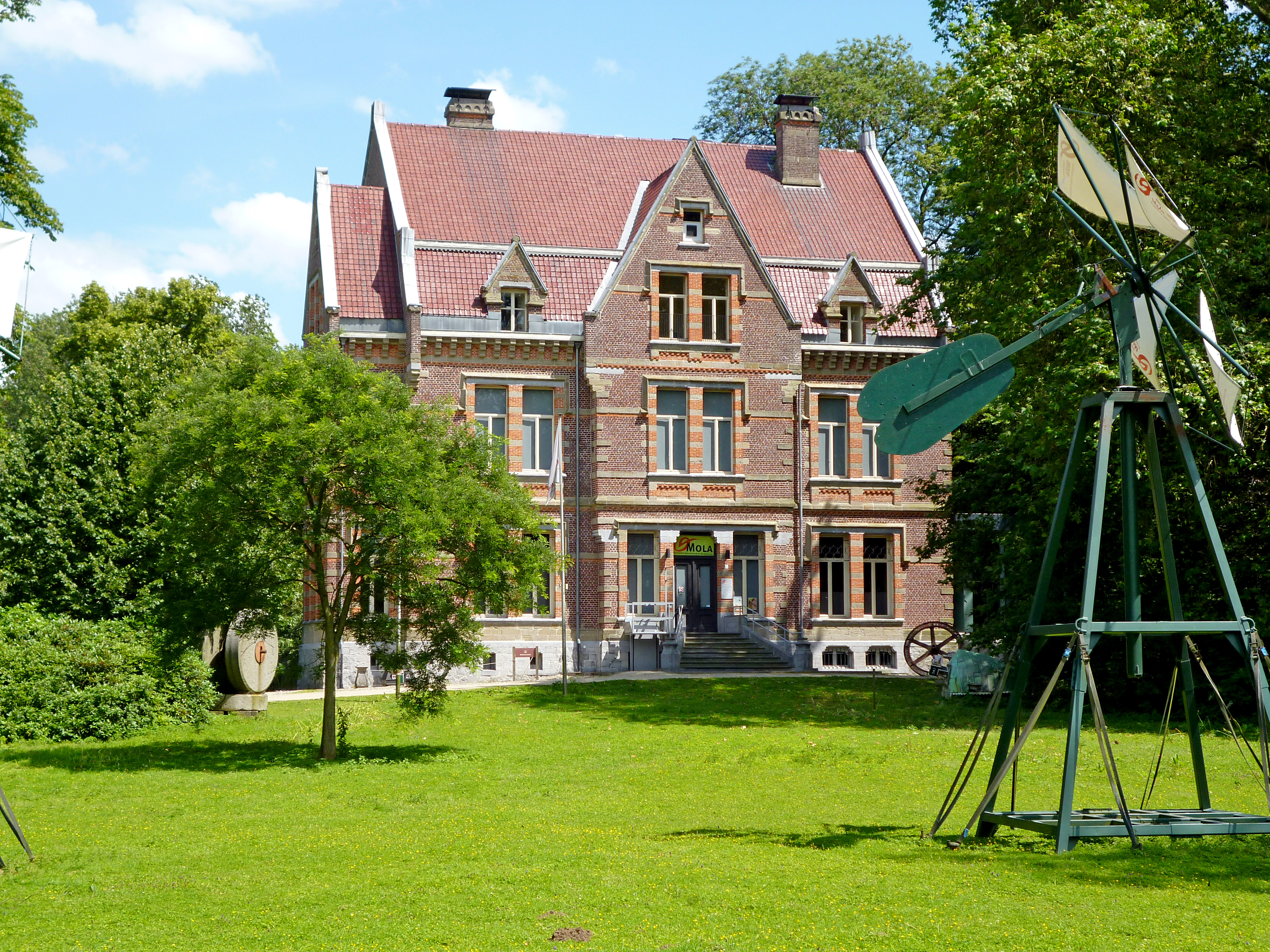
Kasteel Puyenbrug

Het kasteel Puyenbrug is een kasteel gebouwd in 1881 dat deel uitmaakt van het provinciaal domein Puyenbroeck, sinds diens oprichting in 1965. Vanaf 1976 huist in dit gebouw het Molenmuseum, de provinciale erfgoedsite Provinciaal Molencentrum MOLA.